# Monmouth Beach
Monmouth Beach é um distrito localizado no estado americano de Nova Jérsei, no Condado de Monmouth.

## Demografia
Segundo o censo americano de 2000, a sua população era de 3595 habitantes.
Em 2006, foi estimada uma população de 3574, um decréscimo de 21 (-0.6%).

## Geografia
De acordo com o United States Census Bureau tem uma área de
5,0 km², dos quais 2,8 km² cobertos por terra e 2,2 km² cobertos por água.

## Localidades na vizinhança
O diagrama seguinte representa as localidades num raio de 8 km ao redor de Monmouth Beach.